# Felicity Wilson-Haffenden
Felicity Wilson-Haffenden, née le 16 juillet 2005 à Glendevie, est une coureuse cycliste australienne, spécialisée dans le cyclisme sur route et sur piste.

## Biographie
Avant de faire du cyclisme, Felicity Wilson-Haffenden  pratiquait le hockey sur gazon. Elle commence le cyclisme pendant la pandémie de Covid-19.
En 2023, à l'occasion de sa deuxième saison junior, elle accumule les titres sur route dans sa catégorie : championne d'Australie du contre-la-montre et de la course en ligne, championne d'Océanie du contre la montre et championne du monde du contre-la-montre.
Elle signe alors un premier contrat professionnel avec l'équipe WorldTeam Lidl-Trek.
Sur piste, elle s'adjuge le titre de championne d'Australie de la poursuite 2024.

## Palmarès sur route

### Par années
- 2023
  -  Championne du monde du contre-la-montre juniors
  -  Championne d'Océanie du contre-la-montre juniors
  -  Championne d'Australie sur route juniors
  -  Championne d'Australie du contre-la-montre juniors
  -  Médaillée d'argent du championnat d'Océanie sur route juniors
- 2024
  - 2e du championnat d'Australie du contre-la-montre espoirs
- 2025
  - 2e du championnat d'Australie du contre-la-montre espoirs

### Classements mondiaux
| Année                                 | 2024  |
| ------------------------------------- | ----- |
| Classement UCI                        | 1005e |
|                                       |       |
| Légende : nc = non classéSource : UCI |       |

## Palmarès sur piste

### Championnats du monde
| Édition / Épreuve   | Poursuite individuelle | Poursuite par équipes |
| Cali 2023 (juniors) | Bronze                 | Bronze                |

### Championnats nationaux
- 2024
  -  Championne d'Australie de la poursuite individuelle